# To Lose La Track
To Lose La Track è un'etichetta discografica indipendente di Umbertide distribuita sul territorio italiano da Audioglobe fondata nel 2005 da Luca Benni..
Oltre al gioco di parole con il cognome del pittore francese Henri de Toulouse-Lautrec, il nome dell'etichetta contiene in sé il riferimento alla musica (track, ovvero "traccia") e quello ai loser (i "perdenti"), in rispondenza con l'immaginario punk.
L'etichetta umbra ha all'attivo più di cento produzioni.
Nel corso dell'edizione 2013 del MEI (Meeting Etichette Indipendenti) To Lose La Track viene insignita del PIMI come migliore etichetta.

## Artisti
Artisti che collaborano o hanno collaborato con To Lose La Track al 7 maggio 2022.

### Attuali
- Altro
- Anna Ox
- Autunno
- Bennett
- Bit Beat
- Capra
- Caso
- Cayman The Animal
- Chambers
- Cosmetic
- Crimea X
- CRTVTR
- Dags!
- Delta Sleep
- Die Abete
- Dummo
- F4
- Fast Animals and Slow Kids
- Filthy Recordings
- Fine Before You Came
- Gazebo Penguins
- Girless
- Havah
- Hikes
- Holding Patterns
- In Technicolour
- Johnny Mox

- Kint
- Labradors
- Lags
- Lantern
- Marcovaldo
- Marnero
- Minnie's
- Montana
- Mood
- Quasiviri
- Rami
- Riviera
- Stegosauro
- STORM{O}
- SURVIVE
- Suvari
- Tante Anna
- Teleterna
- The Love Supreme
- This Is Not A Love Song
- Three In One Gentleman Suit
- Tiger! Shit! Tiger! Tiger!
- Toby Foster
- Urali
- Valerian Swing
- VRCVS
- Zeman

### Passati
- Action Dead Mouse
- Crash of Rhinos
- Disquieted By
- Distanti
- Do Nascimiento
- Eat The Rabbit
- Frost
- Fuzz Orchestra
- Giona
- Girless & The Orphan

- Il Buio
- L'Amo
- Majakovich
- Nastro
- Ouzo
- Pedro Ximenex
- Shit Kids Galore
- Terence
- The Rituals
- Verme